# 河外五城
“河外五城”也简称为“五城”。指唐代在河套地区的五座主要的军城:丰安军、定远军、西受降城、中受降城和东受降城。因在河套平原贺兰山-阴山一线的黄河外围修筑，故称为河外五城。
五城都筑于黄河岸不远处，每城约相隔400-700里（唐代一里为530米）。

## 诗歌
杜甫〈塞芦子〉：“五城何迢迢？迢迢隔河水。边兵尽东征，城内空荆杞。
思明割怀卫，秀岩西未已。回略大荒来，崤函盖虚尔。
延州秦北户，关防犹可倚。焉得一万人，疾驱塞芦子。
岐有薛大夫，旁制山贼起。近闻昆戎徒，为退三百里。
芦关扼两寇，深意实在此。谁能叫帝阍，胡行速如鬼。”
李益〈五城道中〉：“五城鸣斥堠，三秦新召募。 天寒白登道，塞浊阴山雾。”